# الناحية المركزية (مقاطعة أردستان)
الناحية المركزية لمقاطعة أردستان (بالفارسية: بخش مرکزی شهرستان اردستان) هي الناحية المركزية لمقاطعة أردستان، أصفهان، إيران. في تعداد عام 2006م، كان عدد سكانها 30,838 في 8,958 عائلة. في الناحية مدينتان: اردستان ومهاباد. وخمسة أقسام ريفية: قسم برزاوند الريفي، وقسم غرمسير الريفي، وقسم همبرات الريفي، وقسم كتشو الريفي، وقسم عليا الريفي.

## عدد السكان
وفقًا للإحصاء العام للسكان والمساكن لعام 2016 حيث كان عدد سكان الجزء الأوسط من مدينة أردستان 15240 نسمة.